# Teba
Teba est une ville de la province de Malaga, dans la communauté autonome d'Andalousie en Espagne.

## Géographie

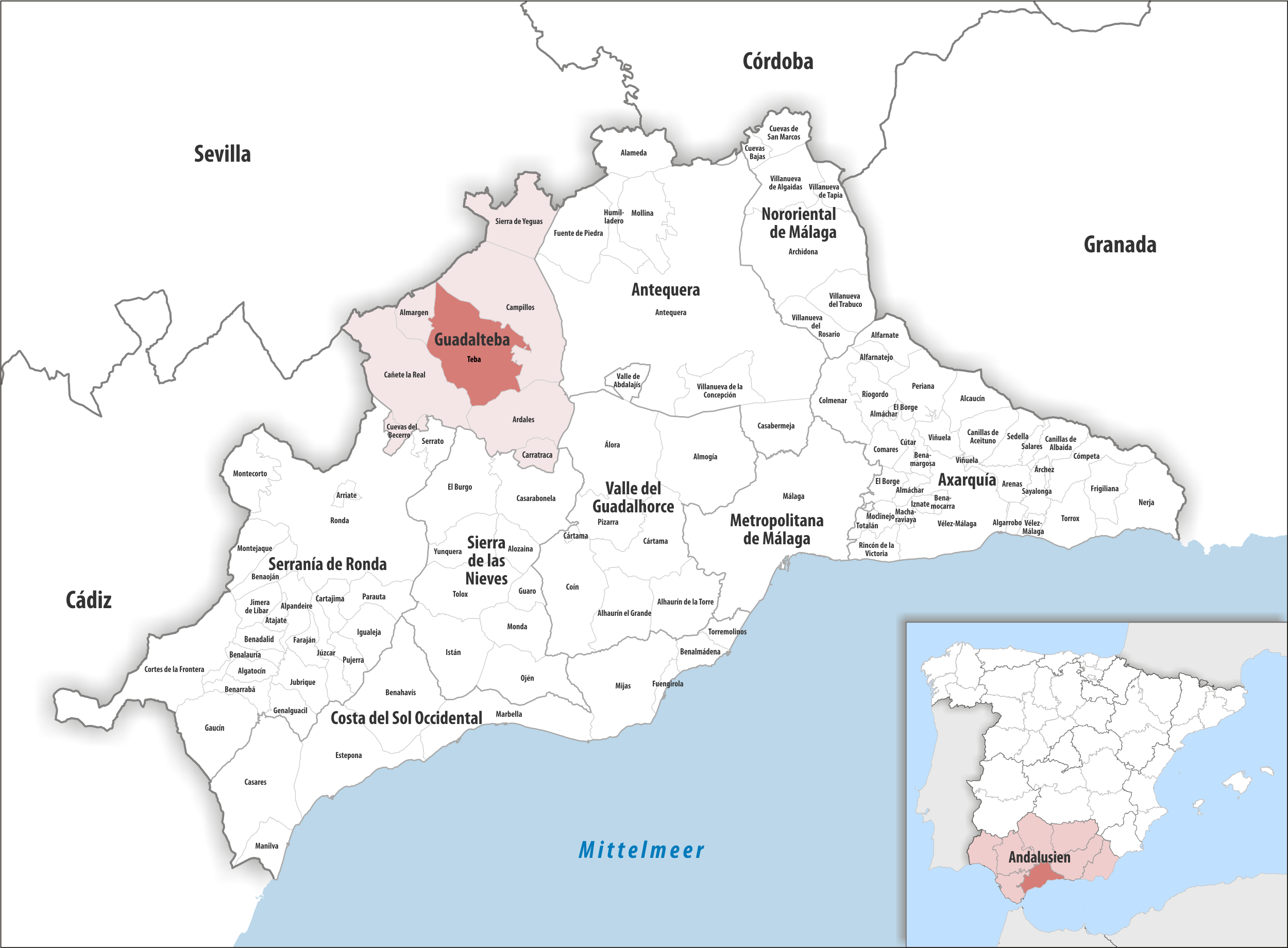
Teba dans la comarque de Guadalteba, province de Malaga / en Andalousie

### Localisation
La commune de Teba est sur la bordure nord-ouest dans la province de Malaga ; au centre de la comarque de Guadalteba ; et dans le district judiciaire d'Antequera. Elle est contigüe à la province de Séville au nord.
Malaga est à 69 km sud-est ;
Séville à 131 km ouest-nord-ouest ;
Gibraltar à 145 km sud-sud-ouest (par la route).

### Communes voisines
Au nord, Teba jouxte Los Corrales dans la province de Séville uniquement par un quadripoint. Toutes les autres communes voisines sont dans la province de Malaga et dans la comarque de Guadalteba. La province de Cadix n'est qu'à quelques kilomètres, de l'autre côté de Cañete la Real.

### Généralités
La commune compte 4 253 habitants en 2008.

## Histoire
Le territoire Teba a été occupé dès le Paléolithique et a vu successivement les Ibères, les Romains puis les Arabes. Il est incorporé à la couronne de Castille en 1330 par le roi Alphonse XI de Castille, à la suite de la bataille de Teba au cours de laquelle meurt le chef de guerre écossais James Douglas. Teba est érigé en comté par Charles Quint en 1522 en faveur de Diego Ramírez de Guzmán : sa descendante Eugénie de Montijo, impératrice des Français, fut comtesse de Teba.

### Préhistoire
La grotte de las Palomas,
dont l'exploration scientifique a commencé dans les années 1970, se trouve à l'est du village, dans la zone ouest de la Sierra de Peñarrubia, sur le Tajo del Molino ouvert par cours d'eau de la Venta et qui sépare cette Sierra et celle de la Camorra. Son altitude varie entre 520 et 540 m. Elle a livré une abondante quantité de vestiges de céramique décorées d'incisions, d'impressions et de cordons, et d'autres pièces de mobilier. 

Une série de fouilles a eu lieu de 2011 à 2014.

Les inondations d'octobre 2018 ont entraîné un effort de sauvetage des artefacts mis à nu par le travail d'érosion des eaux.

### Protohistoire
Cerro de los Castillejos

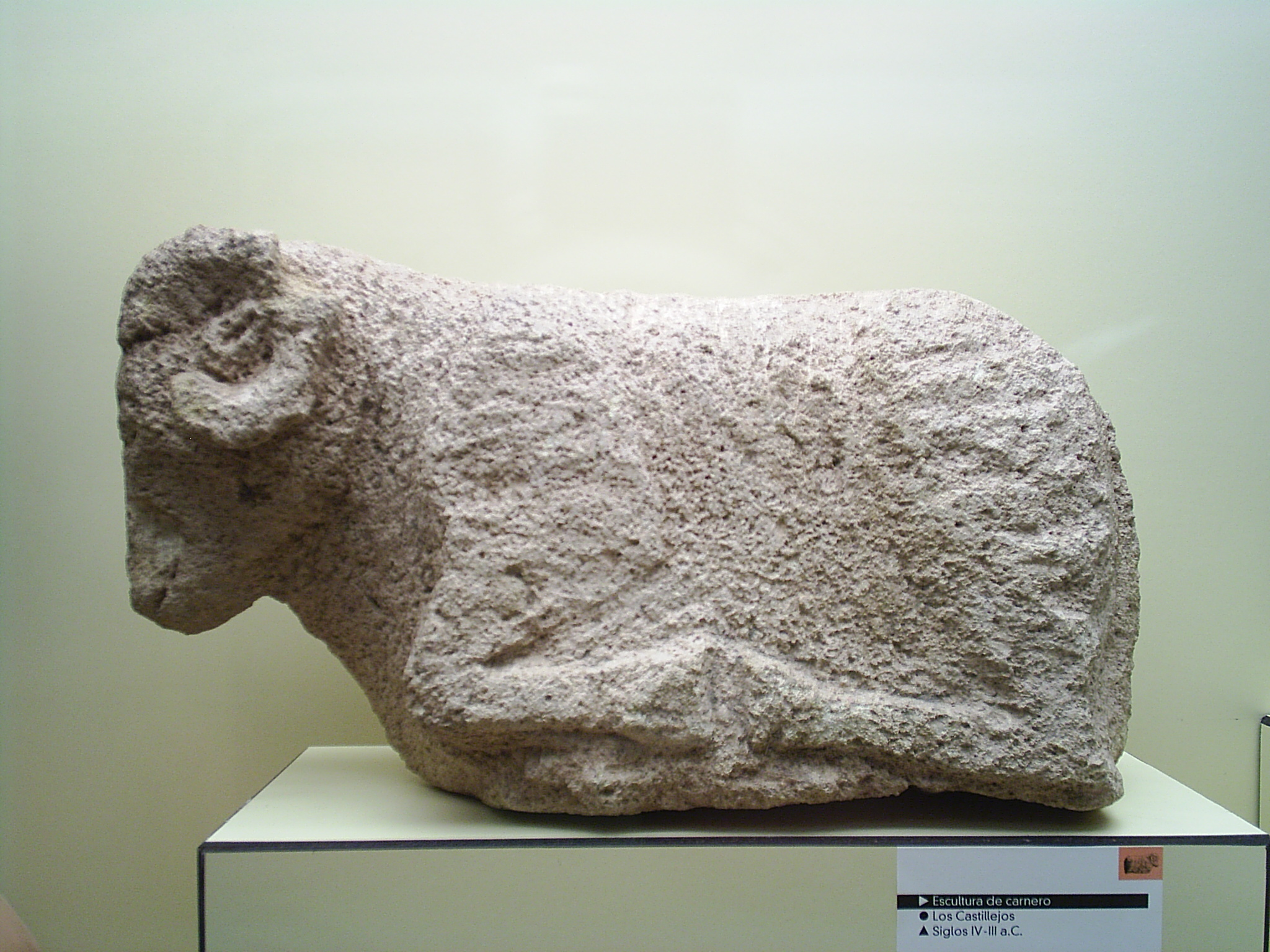
Bélier de los Castillejos,, musée historique municipal de Teba

Le site archéologique du Cerro de los Castillejos donne une occupation humaine continue du IXe siècle av. J.-C. jusqu'à l'époque romaine.